# 唐守治

唐守治，1965年新任國防部總政治作戰部主任時攝

唐守治（1906年3月2日—1975年4月5日），字浩泉，湖南零陵（今永州芝山区）人，中華民國陸軍二級上將。

## 經歷
1926年（19歲），考入黃埔軍校第五期工兵科。1927年（20歲），畢業後分發到國民革命軍第一軍下屬之國民革命軍第22師，任官少尉排长，首次參與之戰爭為北伐戰爭之龍潭戰鬥。
民國二十一年（1932），唐守治轉入財政部稅警總團，擔任第二營少校營長。
1937年（30歲），任第一野战补充团上校团长，後調任國民革命軍102師609團團長。
1938年(31歲)，轉任財政部稅警總團幹部訓練所教育長。
1939年（32歲），調總團第二團團長。1941年（34歲），晉升國民革命軍陸軍新編第三十八師少將副師長，參加中國遠征軍，反攻緬甸。1944年（37歲），任新30師師长，於南坎大破日軍十八师团，因功奉頒四等雲麾勛章、懋績勛章、自由勛章各一座。1945年(38歲)，率新30師接收廣州，此後隨新一軍轉運東北轉戰中國共產黨部隊，敗林彪之主力直達長春，解鞍山、海城與德惠之圍，乘勝追擊共軍於松花江以北。
民國三十六年（1947）2月23日，新30師89團在吉林德惠城子街戰役遭到東北民主聯軍第六縱隊殲滅，戰役後檢討中杜聿明要求將唐守治撤職，孫立人原先試圖向杜聿明扛下戰損責任，但未能改變杜聿明之決策，唐守治被解任新30師師長一職，轉任新一軍參謀。由於孫立人在同年7月解任東北戰場相關軍職，至南京轉任陸軍訓練司令部司令，一干新一軍核心參謀追隨孫立人的調任而轉職，唐守治也在此時追隨其長官離開新一軍，轉任陸軍訓練司令部參謀長。
民國三十六年11月，孫立人正式將陸軍訓練司令部遷移至高雄鳳山，與該地的第四軍官訓練班合併，唐守治作為訓練部參謀長在10月搭船抵達臺灣基隆，後至高雄進行營區開設的一系列作業。除了訓練部參謀長，唐守治同時兼任第四軍官訓練班副主任
副主任。1948年（41歲），因青年軍206師在洛陽被擊潰，5月出任青年軍206師師長，負責收容殘餘部隊，在9月收容206師殘兵轉運臺灣鳳山整訓，奉頒甲種勛章一座。
民國三十八年（1949）2月，晉升國民革命軍第八十軍中將軍長，206師師長職由副師長邱希賀升任。
1950年（43歲），陸軍臺灣南部防區司令。1951年(44歲)，陸軍臺灣北部防區司令。1953年（46歲），國軍防區改編，改任陸軍第一軍團副司令。1955年（48歲），調任中華民國海軍陸戰隊司令。1958年（51歲），任陸軍副總司令，參與國光計畫作戰規劃。
1961年（54歲），1月任陸軍第一軍團司令，7月晉升參謀本部副參謀總長。1963年（56歲），晉升陸軍二級上將。
1965年（58歲），蔣介石明令唐守治為國防部總政治作戰部主任。
1969年（62歲），任國家安全會議動員委員會副主任委員。
1975年4月5日，自殺，得年68歲。
唐守治的軍旅生涯初期及加入稅警總團，因此與孫立人關係緊密，孫立人軍旅所任命的高階參謀與指揮官中唐守治常名列其中，但是在臺灣時代轉向對蔣經國效忠，此後的孫立人兵變案中唐守治顯然與孫立人劃清界線，因此未被孫案所波及。但也因此，在孫案被牽連與孫立人關係密切的將領與後代判斷唐守治有可能在孫案中有參與對孫立人進行政治打壓，甚至迫害之行為。

## 外部連結
唐守治先生行述 （繁體中文）
| 前任： 周雨寰 | 中華民國海軍陸戰隊司令 · 1955年3月16日－1957年3月31日 | 繼任： 羅友倫 |